# Комедия (фильм)
«Комедия» (англ. The Comedy) — американский фильм 2012 года, сочетающий элементы драмы и комедии, режиссёра Рика Алверсона, который также вместе с Робертом Донне и Колмом О’Лири выступил автором сценария. В основу сюжета положена история 35-летнего Свонсона, который живёт на лодке и отличается своеобразным чувством юмора, находящим отклик лишь среди небольшого круга единомышленников.

## Сюжет
Фильм рассказывает о Свонсоне (Хайдекер), 35-летнем мужчине, живущем на лодке. Его неповторимое чувство юмора привлекает круг единомышленников, с которыми он проводит всё свободное время, издеваясь над окружающими. Несмотря на то, что фильм назван «Комедией», его сложно отнести к какому-либо одному жанру, ведь он смешивает элементы драмы и комедии, при этом исследуя темы одиночества, поиска смысла и межличностных отношений.

## В ролях
- Тим Хайдекер[3]
- Эрик Верхейм
- Джеффри Дженсен
- Джеймс Мерфи
- Грегг Теркингтон
- Кейт Лин Шейл
- Алексия Расмуссен
- Лиза Кейт
- Адам Скаримболо
- Сет Коэн

## Восприятие
Тим Хайдекер получил премию за лучшую мужскую роль на кинофестивале в Филадельфии.
«Комедия» получила неоднозначные отзывы критиков. Он имеет совокупный рейтинг 47 % на сайте Rotten Tomatoes на основе 34 обзоров и 46 % на Metacritic на основе мнений 15 рецензентов (что указывает на «смешанные или средние отзывы»). Дэвид Льюис из San Francisco Chronicle отметил, что фильм Алверсона был «одним из самых потакающих своим желаниям, претенциозных и несмешных фильмов года»